# Pseudopterorthochaetes hystrix
Pseudopterorthochaetes hystrix is een keversoort uit de familie Hybosoridae. De wetenschappelijke naam van de soort is voor het eerst geldig gepubliceerd in 1991 door Paulian.